# 塞拉皮库什 (布拉干萨)
塞拉皮库什是葡萄牙布拉干萨区的一个堂区。总面积28.34平方公里，总人口289人，人口密度10.2人/平方公里。